# Stubbe – Von Fall zu Fall: Der Stolz der Familie
Der Stolz der Familie ist ein deutscher Fernsehfilm von Frauke Thielecke aus dem Jahr 2011. Es handelt sich um den einundvierzigsten Filmbeitrag der ZDF-Kriminalfilmreihe Stubbe – Von Fall zu Fall mit Wolfgang Stumph in der Titelrolle.

## Handlung
Kommissar Stubbe und sein Kollege Zimmermann nehmen die Ermittlungen im Todesfall der 16-jährigen Sandra Blum auf. Das am Hamburger Stadtrand tot aufgefundene Opfer ging den Ermittlungen zufolge als Minderjährige auf den Strich und gab sich häufig mit fremden Männern ab. Ihre Eltern wollen von alledem nichts bemerkt haben. Aufgrund der gestiegenen Anforderungen in der Schule hätten sie ihrer Tochter ein wenig mehr Freiraum gelassen. Als sie sich mit der Wahrheit auseinandersetzen müssen, bricht für sie eine Welt zusammen. Zu Sandras Schwester Peggy bekommt Stubbe nicht so einfach Zugang. Sie blockt ein wenig ab und es ist unschwer zu merken, dass sie auf Sandra etwas neidisch war, weil diese bei allem besser dran war. Sie sah besser aus, hatte eine tolle Figur, war der Stolz der Familie und alle mochten sie.
Stubbe und Zimmermann finden im Wald eine Hütte, wo Sandra sich ihre Garderobe versteckt hat, sodass ihre Eltern diesbezüglich nicht mitbekommen konnten, wie sich ihre Tochter abends immer noch einmal umgezogen hat, um ihrem „Gewerbe“ nachzugehen. Eine Freundin aus der Band, bei der sie Mitglied war, berichtet den Kommissaren von einem Fotografen, den Sandra unbedingt treffen wollte. Auch ihre beste Freundin Lilly bestätigt, dass Sandra ganz versessen darauf gewesen wäre ins große Showgeschäft einzusteigen.
Inzwischen gibt es Hinweise die darauf deuten, dass auch Lillys Vater zu Sandras Freiern zählte. Vollenweider versucht den Kommissaren verständlich zu machen, dass es bei ihrer Beziehung nur um Musik gegangen wäre. Er ist Tontechniker und Sandra erhoffte sich Vorteile davon. Nachdem sein Alibi überprüft wurde, fällt er als Verdächtiger wieder weg. Aufgrund einer SMS, die von Sandras Handy nach ihrem Tod abgeschickt wurde, geht die Polizei davon aus, dass der Täter das Handy mitgenommen und es danach wieder an den Tatort zurückgelegt hat.
Ein neuer Verdächtiger findet sich in Robert, dem Lehrling auf dem Schrottplatz von Sandras Vater. Sandra hatte ihn angeheuert, um sich ein wenig um ihre Schwester zu kümmern, weil Peggy noch nie einen richtigen Freund hatte. Dabei hatte Robert bemerkt, dass Peggy „echt klasse“ ist und hat sich auch so in sie verliebt. Darüber hatten Sandra und Robert gestritten. Doch Stubbe findet eine ganz neue Spur, die ihn zu Sandras Freundin Lilly führt. Obwohl sich beide mochten, wuchs der Neid derart, dass es Lilly soweit getrieben hat, ihre beste Freundin zu erschlagen. Lilly befürchtete, dass Sandra ihren Vater verführen würde und sie ihn dadurch verlieren würde, so wie sie schon ihre Mutter an einen anderen Mann verloren hatte.

## Nebenhandlung
Stubbes Tochter Christiane muss sich wie so oft mit ihrem Vorgesetzten in der Zeitungsredaktion auseinandersetzen. Er nimmt sie noch immer nicht ernst und zu allem Überfluss stehen auch noch Entlassungen im Raum. Mit ihrem Kollegen Helge Kleinert führt sie weiterhin nur eine lose Beziehung. Sie will sich nicht vorzeitig festlegen, zumal er in ihren Augen „oberflächlich und konsumorientiert“ ist. Als es tatsächlich zur Kündigung kommt, geht Helge kurzerhand als Fotograf nach New York und ihre Wege trennen sich für die nächste Zeit.

## Hintergrund
Der Film wurde vom 21. September bis zum 21. Oktober 2010 in Hamburg und Umgebung gedreht.

## Rezeption

### Einschaltquote
Die Erstausstrahlung von Der Stolz der Familie am 29. Januar 2011 im ZDF erreichte 7,35 Millionen Zuschauer und einen Marktanteil von  22,6 Prozent.

### Kritik
Rainer Tittelbach von tittelbach.tv meinte: Die Episode „‚Der Stolz der Familie‘ lässt einen zwischenzeitlich die Frage nach dem Täter vergessen. Ungewöhnlich stark und filmisch in sich geschlossen ist Stubbes Fast-Jubiläumsfall.“ „Stumph stehen diese besonnene Altersweisheit und dieser Ernst im Blick gut zu Gesicht.“ „Dieser Samstags-Krimi ist eine runde Sache. Soziale Problemlagen der Jugend sowie der Elterngeneration werden, ohne allzu große Bemühtheit, in die Handlung eingeflochten. Einige Situationen bleiben am Ende einfach stehen. […] Keine Binsenweisheit über Gott und die Welt zerstört den Nachklang der szenischen Atmosphäre.“
Für die Kritiker der Fernsehzeitschrift TV Spielfilm war Der Stolz der Familie ein „herber Mix aus Krimi und Familiendrama“ und vergaben dem Film die bestmögliche Wertung (Daumen nach oben).
Jakob Bokelmann schrieb für quotenmeter.de: „Das Drehbuch von Simone Kollmorgen und Martina Mouchot weiß inhaltlich zu überzeugen, auch die Produktion wurde gewissenhaft ausgeführt. Über dem gesamten Film hängt allerdings die bleischwere Prämisse, einen besonders guten Fall, eine besonders gelungene Charakterdarstellung, eine besonders bedrückende Atmosphäre zu schaffen, der man letztendlich nicht wirklich gerecht werden konnte und somit entweder zu wenig oder einen bedeutend zu großen Fokus auf einzelne Szene legte. Das ist schade, dann einzelne Einstellungen strahlen mit ihrer thrillerartiger Ruhe Unbehagen aus und brillieren mit schlichter Eleganz.“